# تونی آلمیدا
کارلس برنارد با نقش تونی آلمیدا در سریال ۲۴ توانست به موفقیت بزرگی دست یابد و مشهور شود، بدون شک می‌توان گفت که کارلس برنارد پس از کیفر ساترلند در نقش جک، دومین نقش اصلی این مجموعه است.

## نقش آفرینی
تونی آلمیدا در فصل‌های ۱،۲،۳،۴،۵،۷ مجموعه تلویزیونی ۲۴ نقش آفرینی می‌کند.

### فصل اول
در این فصل به عنوان کارمند واحد CTU نقش آفرینی می‌کند، در این فصل تونی با جک باور به علت اینکه نینا مایرز نامزد سابقش(که در آخر فصل معلوم می‌شود خائن است) با او رابطه خوبی ندارد ولی در اواخر فصل نقش عمده ای در دستگیری نینا دارد.

### فصل دوم
در این فصل تونی به عنوان کارمند CTU به فعالیت می‌پردازد و پس از آلوده شدن جورج میسون (مدیر واحد CTU) به مواد رادیواکتیو در جریان عملیاتی به مدیریت CTU می رسد همچنین تونی در این فصل با یکی از کارمندان CTU، میشل دسلر رابطه عشقی برقرار می‌کند.

### فصل سوم
در این فصل تونی با میشل ازدواج کرده و جک مدیر واحد CTU شده که با تونی رابطه خوبی دارد و با هم به انجام عملیات می پردازند، همچنین در این فصل تونی در جریان عملیات زخمی می‌شود، در آخر فصل تونی به علت اینکه برای نجات میشل به حرف تروریست‌ها تن می‌دهد اخراج می‌شود.

### فصل چهارم
در این فصل از اپیزودهای میانی با پا در میانی جک تونی دوباره به واحد CTU باز می گردد و با میشل که قبلاً به دلیل مسائلی از هم جدا شده بودند دوباره آشتی می‌کند.

### فصل پنجم
در این فصل در اپیزود یکم میشل توسط عوامل تروریستی کشته می‌شود و تونی زخمی می‌شود و پس از اتفاقاتی همگان فکر می‌کنند او مرده است.

### فصل هفتم
در این فصل معلوم می‌شود تونی زنده است و می‌خواهد انتقام میشل را از قاتلانش بگیرد که در آخر ناموفق می ماند.

## پیوست ها
- سریال ۲۴
- کارلس برنارد
- جک باور